# Arroyo Aguaray Guazú
El arroyo Aguaray Guazú es un curso de agua ubicado en la provincia de Misiones, Argentina, perteneciente a la cuenca hidrográfica del río Paraná, en el que desagua.
Su diseño es dendrítico_pineado_meándrico.
El mismo nace en las estribaciones de la Sierra Morena, en el departamento de General Belgrano. El arroyo sigue un rumbo oeste en todo su curso, formando en parte el límite entre los departamentos de Iguazú y Eldorado recibiendo varios afluentes entre los que se destacan los arroyos Aguaray Miní y Dorado, ambos desde su margen derecha. Presenta gran cantidad de correderas o rápidos y desemboca en el Paraná al norte de la localidad de María Magdalena. Parte del ecosistema de su cuenca se encuentra protegida por el parque provincial Esperanza, el refugio privado Aguaray Mi y parque natural municipal Lote C.
- Datos: Q5705481